# San Marco 1
San Marco 1 (také San Marco A) byla umělá družice, vypuštěná jako první satelit v rámci italského vesmírného programu Progetto San Marco, který existoval v letech 1962 až 1968. Družici sestrojil tým italské státní vědecké organizace Consiglio Nazionale delle Ricerche pod vedením Luigiho Broglia a Edoarda Amaldiho ve spolupráci s Univerzitou La Sapienza a americkou NASA. Byla vynesena 15. prosince 1964 ve 20:24:00 Coordinated Universal Time na oběžnou dráhu americkou raketou Scout z kosmodromu na Wallops Island (italský kosmodrom San Marco Equatorial Range byl uveden do provozu až v roce 1966). Družice se zabývala výzkumem ionosféry, dosáhla maximální výšky 856 km a shořela po 272 dnech při vstupu do atmosféry. Itálie se tak stala po Sovětském svazu, Spojených státech, Kanadě a Spojeném království pátou zemí v historii, která vypustila vlastní umělé kosmické těleso.